# Ochthebius basilicatus
Ochthebius basilicatus är en skalbaggsart som beskrevs av Adriano Fiori 1915. Ochthebius basilicatus ingår i släktet Ochthebius och familjen vattenbrynsbaggar. Inga underarter finns listade i Catalogue of Life.